# カミラフカ

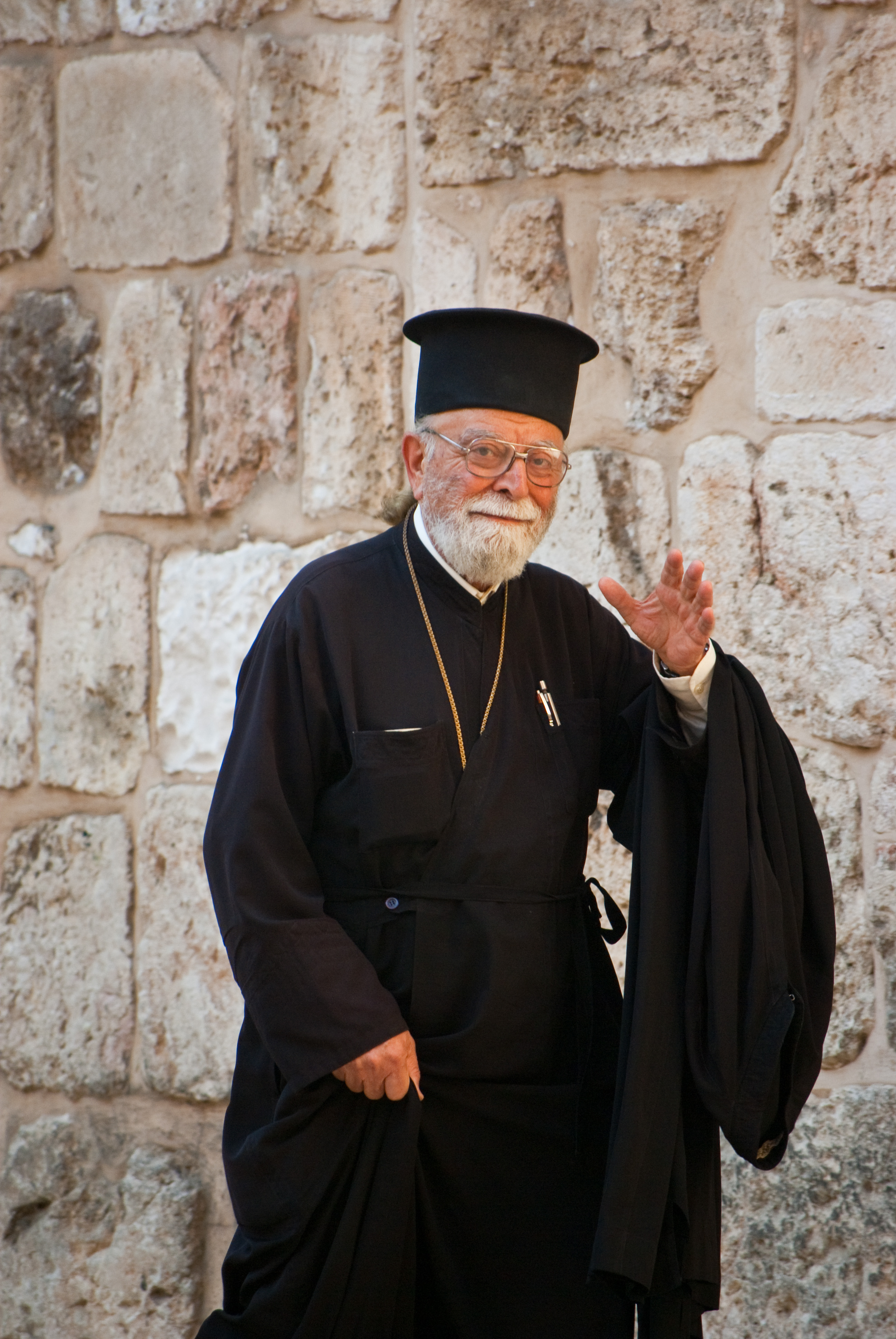
ギリシャ系のカミラフカを着用した司祭（聖墳墓教会で撮影）。天辺につばが付いた形状となっている。

カミラフカ（ギリシア語: καμιλαύκιονもしくは, καλυμμαύχιονもしくはκαλυμαύχι, ロシア語: камилавка, ラテン文字表記例: kamilavkion, kamilavkaなど）は、正教会で司祭・輔祭が着用する、円柱形の帽子。日本正教会には円帽子との呼称もあるが、日常的にはこの漢字表記はあまり使われない。
目立つ形状をしているが、象徴的には謙遜さ、この世の貧しさ、この世で負うべきくびきを意味している。
カミラフカにベールを取り付けたものがクロブークで、これは修道士が着用するものである。
基本的にてっぺんが平にされた形状を有するが、ギリシャ系の伝統にある教会と、ロシア系の伝統にある教会とでは、形状が若干異なるほか、この二系統以外にも、たとえばセルビア正教会でのカミラフカはいずれとも若干の形状の違いがある。カミラフカの形状には地域差がある。
ロシア系の教会では一定の年功・功績を積んだ司祭（長司祭）・輔祭に与えられるものとなっており、叙聖当初からこれを着用している訳ではない。
村上春樹によるアトス山を巡った際の紀行『雨天炎天』では「バースデーケーキ」にたとえられ、北野武からは「煙突みたいな帽子」と評されたものは、クロブークかカミラフカのいずれかであると思われる。
- ニジニ・ノヴゴロド大主教（左）と司祭（右）。大主教がかぶっているものがクロブーク、司祭がかぶっているものがロシア系のカミラフカ。
- ロシア系カミラフカの形状。底から天辺に向けて広がるような形であり、単純な円柱形ではない。
- セルビア正教会におけるカミラフカの形状。セルビア正教会のカミラフカはギリシャ系のようなつばは付いて居ない一方で、ロシア系のように底から天辺に向かって広がって居らず、場合によっては天辺の方が底よりも狭い[2]。